# Wyeth
Pour les articles homonymes, voir Wyeth (homonymie).
Wyeth était une entreprise pharmaceutique américaine. Elle était l'une des plus grandes sociétés pharmaceutiques au monde avant son rachat par Pfizer.

## Description
Le groupe détenait 17 % du marché mondial de vaccins.

## Histoire
Le 25 janvier 2009, Wyeth a officiellement acceptée d'être acquise par Pfizer pour un montant de 68 milliards USD.
En août 2009, pendant une poursuite judiciaire contre Wyeth, des documents ont démontré que Wyeth avait eu recours à des rédacteurs anonymes pour rédiger des articles scientifiques démontrant les avantages d'un traitement aux hormones synthétiques. Une étude fédérale américaine, arrêtée en 2002, a démontré que ce traitement augmentait les risques de cancer du sein, de maladies du cœur et de crises cardiaques.